# KENTA
Kenta Kobayashi (japanisch 小林健太, Kobayashi Kenta; * 12. März 1981 in Sōka, Saitama) ist ein japanischer Wrestler, der unter dem Namen KENTA bei New Japan Pro-Wrestling unter Vertrag steht. Seine größten Erfolge sind der Gewinn der GHC Heavyweight Championship sowie die dreimaligen Gewinne der GHC Junior Heavyweight Championship und GHC Junior Heavyweight Tag Team Championship bei Pro Wrestling NOAH sowie der zweimalige Erhalt der IWGP Tag Team Championship bei New Japan.

## Karriere

### Pro Wrestling NOAH (2000–2014)
Am 6. August 2000 bestritt Kobayashi gegen Satoru Asako sein erstes Match bei Pro Wrestling NOAH, das er verlor. Zuerst trat er unter seinem bürgerlichen Namen an, später nur noch unter seinem Vornamen, um Verwechslungen mit dem Wrestler Kenta Kobashi zu vermeiden.
Am 16. Juli 2003 gewann er mit Naomichi Marufuji ein Turnier um die GHC Junior Heavyweight Tag Team Championship, nachdem sie sich im Finale gegen Jushin Thunder Liger und Takehiro Murahama durchsetzen konnten, womit die beiden die ersten Titelträger wurden. Am 8. Mai 2005 gewannen sie den Differ Cup. Nach 690 Tagen Titelregentschaft verloren sie die Titel am 5. Juni 2005 an Yoshinobu Kanemaru und Takashi Sugiura.
Am 18. Juli 2005 gewann er von Yoshinobu Kanemaru die GHC Junior Heavyweight Championship. Den Titel verlor er am 4. Juni 2006 an Takashi Sugiura. Am 20. März 2008 gewann er mit Taiji Ishimori die GHC Junior Heavyweight Tag Team Championship. Die Titel verloren sie am 13. Juli 2008 an Yoshinobu Kanemaru und Kotaro Suzuki. Am 13. Oktober 2008 besiegte er Bryan Danielson und gewann zum zweiten Mal die GHC Junior Heavyweight Championship. Am 11. Februar 2009 verlor er den Titel an Katsuhiko Nakajima. Den Titel holte er sich 18 Tage später am 1. März 2009 zurück. Den Titel musste er am 30. Oktober 2009 aufgrund einer Knieverletzung wieder abgeben.

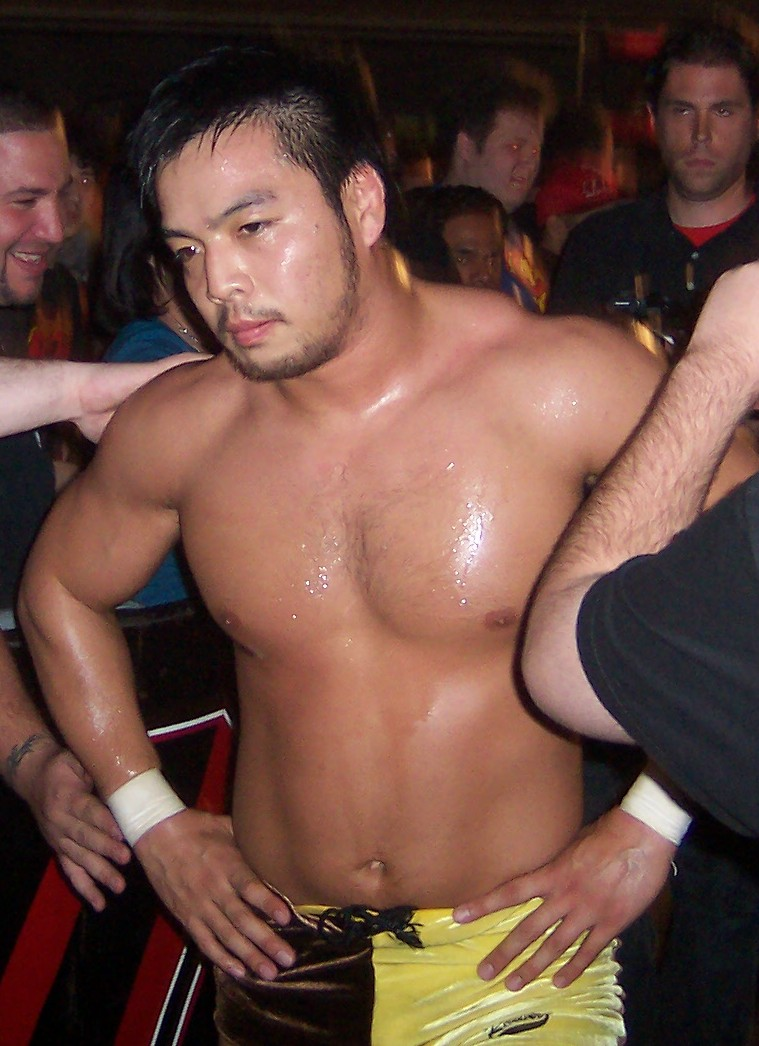
Kenta Kobayashi, 2008

Am 6. Juni 2010 kehrte Kobayashi zurück, als er gegen Naomichi Marufuji verlor. Am 5. März 2011 hinterging Kobayashi Mohammed Yone und gründete mit Yoshinobu Kanemaru und Genba Hirayanagi das Stable No Mercý. Mit Yoshinobu Kanemaru gewann er am 25. Mai 2011 GHC Junior Heavyweight Tag Team Championship. Die Titel verloren sie am 16. Oktober 2011 an Atsushi Aoki und Kotaro Suzuki.
Am 31. Oktober 2011 wechselte Kobayashi in die Schwergewichts-Division, als sie das NJPW-Team Bad Intentions (Giant Bernard und Karl Anderson) herausforderten. Am 8. Oktober 2012 gewannen er und Maybach Taniguchi, der sich auch No Mercy anschloss, von Magnus und Samoa Joe die GHC Tag Team Championship. Die Titel verloren sie am 26. Oktober 2012 an SAT (Akitoshi Saito und Go Shiozaki).
Am 27. Januar 2013 gewann Kobayashi die GHC Heavyweight Championship, nachdem er Takeshi Morishima besiegen konnte. Den Titel verlor er am 5. Januar 2014 wieder an Takeshi Morishima. Am 17. Mai 2014 bestritt er sein letztes Match für Pro Wrestling NOAH. Im Mai 2014 verließ er Pro Wrestling NOAH und verließ somit das Stable No Mercy.

### World Wrestling Entertainment

#### NXT (2014–2017)
Während einer Japan-Tour der WWE unterzeichnete Kobayashi am 12. Juli 2014 einen Vertrag mit dieser Promotion. Sein Debüt gab er bei der NXT-Großveranstaltung NXT Takeover: Fatal 4 Way, wo er vom NXT-General Manager William Regal vorgestellt wurde. Im besagten Segment gab er bekannt, dass er fortan unter dem Ringnamen Hideo Itami antreten wird. Er wurde von The Ascension (Konnor und Viktor) unterbrochen, mit denen er daraufhin eine Fehde begann. Sein erstes Match in der WWE bestritt er in der NXT-Ausgabe vom 18. September 2014, das er gegen Justin Gabriel gewann. Im Laufe der Fehde gegen The Ascension debütierte Finn Bálor bei NXT und half Kobayashi gegen The Ascension. Die Fehde endete am 11. Dezember 2014 bei NXT TakeOver: R Evolution in einem Tag Team-Match, wo sich Kobayashi und Finn Bálor gegen The Ascension durchsetzen konnten.
Am 17. März 2015 gewann Kobayashi ein Turnier, indem er Adrian Neville im Finale besiegte. Durch diesen Sieg sicherte er sich einen Platz in der André the Giant Memorial Battle Royal bei Wrestlemania 31. Er wurde in dieser Battle Royal von Big Show, dem späteren Sieger, eliminiert.
Im Mai 2015 zog sich Kobayashi eine Schulterverletzung zu und fiel über ein Jahr verletzungsbedingt aus. Am 30. Juni 2016 feierte er bei einem NXT Live-Event seine Rückkehr im Ring. Er besiegte gemeinsam mit TM-61 (Shane Thorne und Nick Miller) in einem Six-Man-Tag-Team-Match Samoa Joe, Wesley Blake und Tino Sabbatelli. Seine NXT-TV-Rückkehr feierte er bei der Ausgabe vom 3. August, als er Sean Maluta besiegte.
Bei einem NXT Live-Event am 12. Oktober zog sich Kobayashi eine Nackenverletzung zu, sodass er nicht, wie zuvor geplant, mit Kota Ibushi an der Dusty Rhodes Tag Team Classic 2016 teilnehmen konnte. Seine Rückkehr nach dieser Verletzungspause feierte er in der NXT-Ausgabe vom 19. April 2017, als er den damaligen NXT Champion Bobby Roode konfrontierte und attackierte.

#### Raw & 205 Live (2017–2019)
Am 21. November 2017 wurde angekündigt, dass Kobayashi bald sein Main Roster-Debüt feiern und für 205 Live auftreten werde. Damit wurde er Teil der Cruiserweight-Division und des Raw-Rosters. Am 18. Dezember 2017 feierte er bei Raw sein offizielles Main Roster-Debüt, indem er Finn Bálor zur Hilfe eilte, als dieser von Bo Dallas und Curtis Axel attackiert wurde. Am selben Abend bestritt er an der Seite von Finn Bálor ein Tag Team-Match gegen Dallas und Axel, welches er zusammen mit Finn Bálor gewinnen durfte. Einen Tag später debütierte Itami in einem Match gegen Colin Delaney auch bei 205 Live. Itami nahm Anfang 2018 erfolglos an einem Turnier um die vakante WWE Cruiserweight Championship teil und formte für einige Zeit ein Team mit Akira Tozawa. Weitere Titelchancen konnte er im weiteren Verlauf bei 205 Live ebenfalls nicht nutzen, zuletzt am 27. Januar 2019 beim Royal Rumble.
Am 29. Januar 2019 bat Itami nach fünf Jahren um seine Entlassung aus der WWE
Am 22. Februar 2019 bestätigte die WWE, dass Itami entlassen wurde.

### New Japan Pro Wrestling
Kobayashi kehrte daraufhin zurück nach Japan und debütierte am 9. Juni 2019 bei der Show Dominion 6.9 bei New Japan. Dabei wurde er von Katsuyori Shibata eingeführt. Daraufhin bekundete Kobayashi seinen Willen zur Teilnahme am 2019er G1 Climax, New Japans größtem und prestigeträchtigstem Turnier für Einzelwrestler. Am 16. Juni 2019 wurde dies bestätigt. Er schied zwar in der Gruppenphase aus, sorgte aber dennoch für Aufregung am finalen Tag, welcher am 12. August stattfand. Kobayashi trat in einem Six Men-Tag Team-Match an der Seite der CHAOS-Mitglieder Tomohiro Ishii und YOSHI-HASHI gegen die Bullet Club-Mitglieder Bad Luck Fale, Tama Tonga und Tanga Loa an. Während dieses Matches turnte er gegen seine Partner und schloss sich dem Bullet Club an.

## Sonstiges
- Er legte seinen Nachnamen Kobayashi im Juli 2001 ab, um Verwechslungen mit Kenta Kobashi zu vermeiden.
- Er ist der Erfinder der berühmten Wrestling-Attacke Go to Sleep (Fireman’s Carry Kneestrike), die unter anderem auch von dem berühmten Wrestler Phil Brooks, der unter dem Ringnamen CM Punk bekannt ist, verwendet wird.

## Erfolge und Auszeichnungen

### Titel
- New Japan Pro-Wrestling
  - 1× IWGP United States Championship
  - 2× IWGP Tag Team Championship (mit Chase Owens)
  - 1× NEVER Openweight Championship
  - 2× NJPW STRONG Open Championship

- Pro Wrestling NOAH
  - 1× GHC Heavyweight Championship
  - 3× GHC Junior Heavyweight Championship
  - 1× GHC Tag Team Championship (mit Maybach Taniguchi)
  - 3× GHC Junior Heavyweight Tag Team Championship (1× mit Naomichi Marufuji, 1× mit Taiji Ishimori, 1× mit Yoshinobu Kanemaru)

### Turniere
- New Japan Pro-Wrestling
  - New Japan Cup USA (2020)

- Pro Wrestling NOAH
  - Differ Cup (2005) (als KENTA mit Naomichi Marufuji)
  - 2 Days Tag Tournament (2011) (als KENTA mit Yoshihiro Takayama)
  - Global League Tournament (2012) (als KENTA)
  - Global Tag League (2013) (als KENTA mit Yoshihiro Takayama)

- World Wrestling Entertainment
  - Andre the Giant Memorial Battle Royal Qualifying Tournament (2015)

### Auszeichnungen
- Tokyo Sports
  - Best Bout Award (2006) vs. Naomichi Marufuji
  - Best Tag Team Award (2003) mit Naomichi Marufuji
  - Outstanding Performance Award (2013)
  - Technik Award (2011)

- Wrestling Observer Newsletter
  - Das beste Wrestling Manöver (2006 und 2007) mit dem Go to Sleep (GTS)
  - Tag Team des Jahres (2003 und 2004) mit Naomichi Marufuji

- Pro Wrestling Illustrated
  - Platz 22 der Top 500 Wrestler des Jahres 2013